# 加里·加兰
加里·J·加兰（英語：Gary J. Garland，1957年10月12日—），美国NBA联盟前职业篮球运动员。他在1979年的NBA选秀中第2轮第30顺位被丹佛掘金选中。